# Djibril Diop Mambéty
Djibril Diop Mambéty (Colbane (Dakar), 23 januari 1945 – Parijs, 23 juli 1998) was een Senegalese filmregisseur, acteur, componist en dichter. Hij maakte vijf langspeelfilms en twee korte films, die internationale erkenning kregen vanwege hun originele, experimentele filmtechniek en niet-lineaire, onconventionele vertelstijl. Mambéty was een van de meest invloedrijke Afrikaanse filmmakers van zijn generatie.
Mambéty werd geboren in een moslimfamilie in de buurt van Dakar, de hoofdstad van Senegal, en behoorde tot de etnische groep Wolof. In 1998 stierf hij tijdens een behandeling voor longkanker in een ziekenhuis in het 7e arrondissement van Parijs.

## Biografie
Djibril Diop Mambéty werd geboren in Colobane, Senegal, een stad vlak bij de Senegalese hoofdstad Dakar, waar verschillende van zijn films later zouden plaatsvinden. Mambéty was de zoon van een islamitische Imam en lid van de Lebou-stam. Zijn interesse in film begon met theater. Nadat Mambéty zijn acteeropleiding in Senegal had afgerond, werkte hij als toneelspeler bij het Nationaal Theater Daniel Sorano in Dakar, totdat hij om disciplinaire redenen van school werd gestuurd.
In 1969, zonder enige formele opleiding in het filmmaken, regisseerde en produceerde Mambéty zijn eerste korte film, de documentaire Contras' City (Stad van Contrasten). Het jaar daarop maakte Mambéty een tweede korte film, Badou Boy, die in 1970 de Zilveren Tanit-prijs won op het filmfestival van Carthago in Tunesië.
Mambéty's eerste langspeelfilm, Touki Bouki (1973), ontving de Prix de la Critique Internationale op het filmfestival van Cannes en de Speciale Juryprijs op het filmfestival van Moskou. Ondanks het succes van de film en de internationale aandacht die hiermee gepaard ging, duurde het bijna twintig jaar voordat Mambéty een nieuwe langspeelfilm maakte. Tijdens deze pauze maakte hij één korte film, Parlons Grandmère (Laten we het over grootmoeder hebben) in 1989.
Hyènes (1992), Mambéty's tweede langspeelfilm, was een bewerking van Friedrich Dürrenmatt's toneelstuk Der Besuch der alten Dame en was bedoeld als een voortzetting van Touki Bouki. Voor zijn overlijden werkte de filmregisseur aan een trilogie van korte films genaamd Contes des Petites Gens (Verhalen van de kleine mensen). De eerste van de drie films was Le Franc (1994). Ten tijde van zijn dood was Mambéty bezig met de montage van de tweede film in de serie, La Petite Vendeuse de Soleil (Het kleine meisje dat de zon verkocht ), die postuum in 1999 in première ging.
Mambéty overleed op 23 juli 1998 aan longkanker op 53-jarige leeftijd in een ziekenhuis in Parijs, Frankrijk.
Over zijn leven en werk werd in 2008 de documentairefilm Mambéty For Ever gemaakt.

## Filmografie
- 1968 - Contras'city
- 1989 - Parlons Grand-mère
- 1970 - Badou Boy
- 1973 - Touki Bouki
- 1992 - Hyènes
- 1994 - Le Franc
- 1999 - La Petite Vendeuse de Soleil

## Prijzen
- 1970 - Zilveren Tanit op het Filmfestival van Carthago, voor Badou Boy
- 1973 - Prix de la Critique Internationale op het Filmfestival van Cannes, voor Touki Bouki
- 1973 - Speciale Juryprijs op het Internationaal filmfestival van Moskou,[5] voor Touki Bouki
- 1992 - nominatie voor de Gouden Palm op het Filmfestival van Cannes, voor Hyènes

## Persoonlijk leven
Mambéty was de broer van de muzikant Wasis Diop en de oom van actrice en regisseur Mati Diop, de dochter van Wasis Diop. Hij had tevens een zoon, Teemour Diop Mambety.